# Hubert Kah

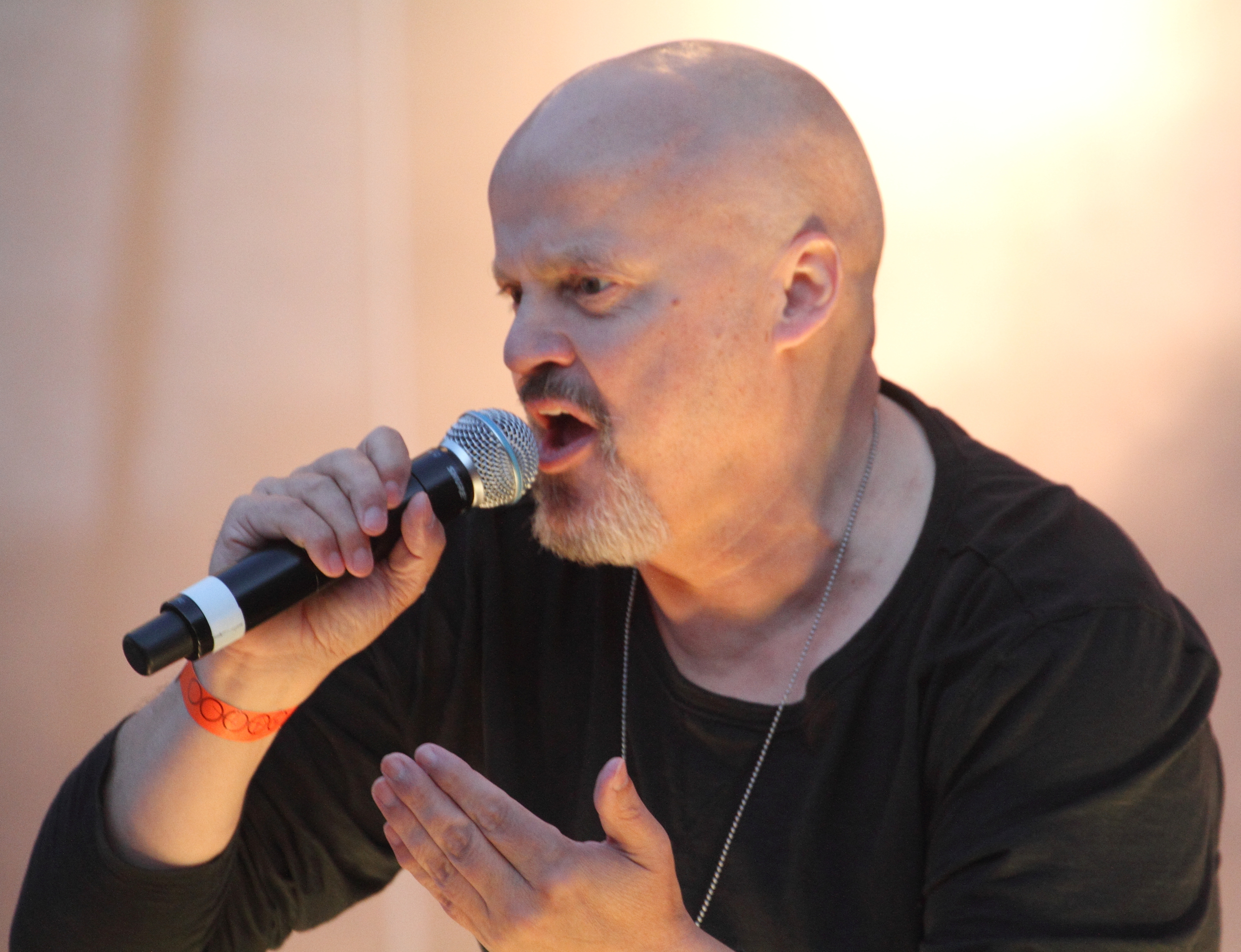
Hubert Kah, 2016

Hubert Kah (* 21. März 1961 in Reutlingen, bürgerlich Hubert Kemmler) ist ein deutscher Musiker, Komponist, Liedtexter und Produzent. Er wurde in den 1980er Jahren als Teil der Neuen Deutschen Welle mit Liedern wie Rosemarie, Sternenhimmel und Engel 07 bekannt.

## Leben

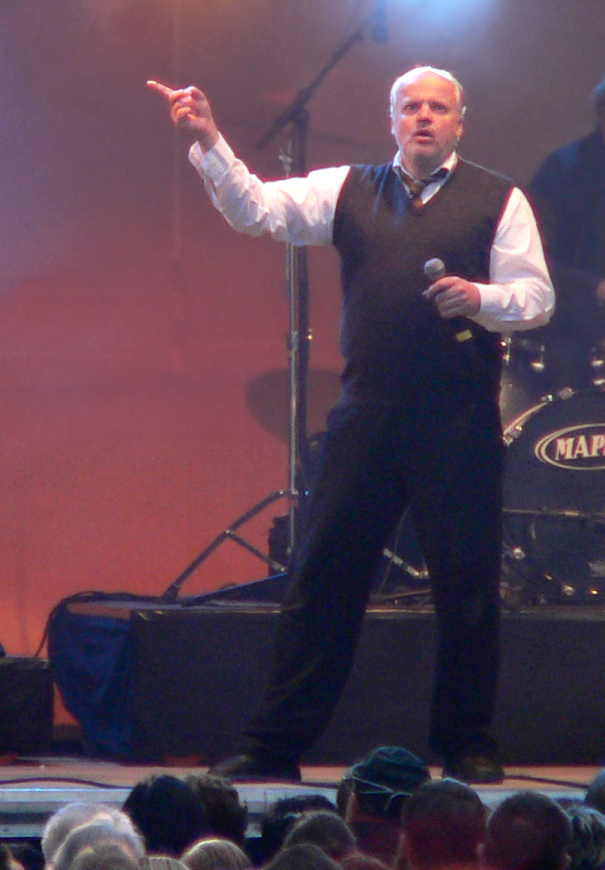
Hubert Kah, 2014

Aufgewachsen ist Hubert Kemmler als Sohn des langjährigen Betzinger Bezirksbürgermeisters und Unternehmers Dieter Kemmler (1929–2022) und Enkel des Fabrikanten Julius Kemmler (BEKA-Schnellkochtöpfe). Vor seiner Musikerkarriere studierte er vier Semester Rechtswissenschaft an der Universität Tübingen.
Kemmler hatte mit dem Trio „Hubert Kah“ zu Zeiten der Neuen Deutschen Welle 1982 kommerzielle Erfolge mit den Singles Rosemarie, Sternenhimmel und Einmal nur mit Erika (… dieser Welt entflieh’n) sowie mit den Alben Meine Höhepunkte und Ich komme. Der Gruppe gehörten Hubert Kemmler als Sänger, Markus Löhr als Gitarrist und Keyboarder sowie Klaus Hirschburger als Bassist an. Zeitweise arbeiteten sie mit verschiedenen Drummern wie z. B. Reinhold Hirth zusammen. Für Aufsehen sorgte der Sänger vor allem mit Fernsehauftritten in Nachthemd oder Zwangsjacke.
Ab 1984 kam es zur Zusammenarbeit des Trios mit dem Produzenten Michael Cretu. Nach dem dritten deutschsprachigen Album (Goldene Zeiten) mit den Hits Engel 07 und Wenn der Mond die Sonne berührt folgten in englischer Sprache die Alben Tensongs (1986) und Sound of My Heart (1989), die teilweise auch international erfolgreich waren. Gemeinsam mit Michael Cretu und auch allein schrieb bzw. produzierte Kemmler Titel für andere Interpreten, darunter Blue Night Shadow von Two of Us, Dancing Into Danger von Inker & Hamilton, Liebe auf den ersten Blick von der Band Münchener Freiheit sowie die meisten Hits von Sandra (Maria Magdalena, Heaven Can Wait und viele andere). Bei Sandra war Kemmler teilweise auch für den Hintergrundgesang zuständig. Die Passage „you’re a creature of the night“ im Refrain von „Maria Magdalena“ singt Kemmler und nicht Cretu, wie viele zunächst dachten. Ebenso wirkte er bei Liedern von Inker & Hamilton, der Münchener Freiheit, Peter Schilling, Juliane Werding, Maggie Reilly und Sally Oldfield mit.
Ende 1989 erkrankte Hubert Kah an einer Depression und zog sich vollständig aus der Öffentlichkeit zurück. Nach der damaligen Genesung erschien 1996 die von Armand Volker produzierte CD Hubert Kah und die dazugehörige Single-Auskopplung C’est la vie. Die Produktion mit klassischen Elementen war kommerziell nicht so erfolgreich wie von Kah erhofft.
Im Herbst 1998 erschienen eine neue Single (Love Chain) und eine Best-of-CD. Danach erkrankte Kemmler erneut und musste sich wieder in ärztliche Behandlung begeben. Phasen mit schwerer Depression begleiten Kah lange Zeit, denen er zunächst mit Einnahme eines Antidepressivums begegnete, das „ihm ein Leben in Freiheit ermöglicht“.
2005 startete Hubert Kah sein zweites Comeback mit dem Studioalbum Seelentaucher. Die erste Single hieß No Rain.
Im Frühjahr 2007 ging Hubert Kah als Eiskönig Kini mit dem Musical Prinzessin Lillifee auf Deutschlandtournee. Am 26. Mai 2007 war er einer von vier Ehrengästen auf dem Akustikkonzert der Band ASP auf dem WGT 2007 in Leipzig.
Ende 2010 war Hubert Kah als Gastsänger auf dem Album Malo Morgen der Düsseldorfer Balkan-Band Trovači zu hören. Gemeinsam mit deren Sänger Danko Rabrenović nahm er eine zweisprachige (Serbokroatisch / Deutsch) Ska-Version von Sternenhimmel auf.
Am 26. Oktober 2012 erschien ein neues Album von Sandra mit dem Titel Stay in Touch, an dem Kemmler mitarbeitete und erstmals seit Ende der 1980er Jahre auch wieder den Backgroundgesang übernahm. Es erreichte Platz 20 in den deutschen Charts. Die erste Single daraus war Maybe Tonight. Im Jahr 2013 schrieb Hubert Kah den Klappentext für die im Elb Verlag erschienene Anthologie Menschen unterm Sternenhimmel, die sich im Kontext seines Liedes Sternenhimmel sieht.
Stand 2014 bekommt Kah als (Mit-)Urheber (also als Komponist und/oder Texter) der genannten Pop-Hits jährlich von der GEMA Vergütungen von mehr als 50.000 Euro.
Hubert Kah war im August 2014 Teilnehmer der Sat.1-Fernsehshow Promi Big Brother und schied als Sechstplatzierter aus. Zusammen mit seiner Freundin Ilona Magyar nahm er im Juli 2016 an der vierteiligen RTL-Reality-Show Das Sommerhaus der Stars – Kampf der Promipaare teil. Am Ende der zweiten Folge der Show verließ das Paar das Haus auf eigenen Wunsch.
Im Juni 2017 gab die Dessauer Metal-Band Herren bekannt, dass Kemmler deren neuer Frontmann sei und schon an einem neuen Studioalbum gearbeitet werde. 2017 erschien deren zweites Album „Neue Deutsche Herrlichkeit“. Im Januar 2018 gab Kemmler auf seiner Facebook-Seite bekannt, dass er nicht mehr Bandmitglied sei.
2018 war Kemmler an dem Lied Helden auf dem Album Nordische Feste der Gruppe Totem Obscura beteiligt.

## Privatleben
Hubert Kah war sieben Jahre mit Susanne Kemmler, ab 2008 Susanne Sigl, verheiratet, die als Songwriterin zahlreiche Texte für Hubert Kah verfasste und als Sängerin unter dem Pseudonym Sumatic auftritt. 2006 wurden sie geschieden. Seit 2014 ist er mit Ilona Magyar liiert, die er im Mai 2018 heiratete. Sie lebten gemeinsam mit der Tochter von Ilona Magyar aus erster Ehe im Haus von Hubert Kahs Vater († 2022), mussten dieses aber nach einem Beschluss des Amtsgerichts im Jahr 2020 räumen.
Kah leidet unter schweren Depressionen.

## Diskografie
Studioalben

| Jahr | Titel Musiklabel               | Höchstplatzierung, Gesamtwochen, AuszeichnungChartplatzierungen (Jahr, Titel, Musiklabel, Platzierungen, Wochen, Auszeichnungen, Anmerkungen) | Höchstplatzierung, Gesamtwochen, AuszeichnungChartplatzierungen (Jahr, Titel, Musiklabel, Platzierungen, Wochen, Auszeichnungen, Anmerkungen) | Höchstplatzierung, Gesamtwochen, AuszeichnungChartplatzierungen (Jahr, Titel, Musiklabel, Platzierungen, Wochen, Auszeichnungen, Anmerkungen) | Höchstplatzierung, Gesamtwochen, AuszeichnungChartplatzierungen (Jahr, Titel, Musiklabel, Platzierungen, Wochen, Auszeichnungen, Anmerkungen) | Höchstplatzierung, Gesamtwochen, AuszeichnungChartplatzierungen (Jahr, Titel, Musiklabel, Platzierungen, Wochen, Auszeichnungen, Anmerkungen) | Anmerkungen                              |
| Jahr | Titel Musiklabel               | DE | AT | CH | UK | US | Anmerkungen                              |
| ---- | ------------------------------ | --- | --- | --- | --- | --- | ---------------------------------------- |
| 1982 | Meine Höhepunkte Polydor       | DE7 (19 Wo.)DE | — | — | — | — | Charteinstieg: 10. Mai 1982              |
| 1982 | Ich komme Polydor              | DE35 (5 Wo.)DE | — | — | — | — | Charteinstieg: 13. Dezember 1982         |
| 1984 | Goldene Zeiten Blow Up         | — | — | — | — | — | Erstveröffentlichung: 1984               |
| 1986 | Tensongs Blow Up               | DE35 (10 Wo.)DE | — | CH21 (1 Wo.)CH | — | — | Charteinstieg: 14. Juli 1986             |
| 1989 | Sound of My Heart Blow Up      | DE40 (5 Wo.)DE | — | — | — | — | Erstveröffentlichung: März 1989          |
| 1996 | Hubert Kah Polydor             | — | — | — | — | — | Erstveröffentlichung: 28. Oktober 1996   |
| 2005 | Seelentaucher DA Records       | — | — | — | — | — | Erstveröffentlichung: 30. Mai 2005       |
| 2014 | Willkommen im Leben DA Records | — | — | — | — | — | Erstveröffentlichung: 31. Oktober 2014   |
| 2016 | RockArt Soulfood               | — | — | — | — | — | Erstveröffentlichung: 30. September 2016 |

grau schraffiert: keine Chartdaten aus diesem Jahr verfügbar